# Gekkóalakúak
A gekkóalakúak (Gekkota) a hüllők (Reptilia) osztályába és a pikkelyes hüllők (Squamata) rendjébe tartozó alrend, magyar megnevezésük szerint: tapadógyíkfélék.

## Rendszerezésük
Az alrendbe az alábbi 7 család tartozik:
- gekkófélék (Gekkonidae)
- lábatlangekkó-félék (Pygopodidae)
- kettősujjú gekkók (Diplodactylinae)
- Szemhéjas gekkók (Eublepharinae)
- Carphodactylidae
- levélujjú gekkók (Phyllodactylidae)
- Sphaerodactylidae